# Lizsurley Villegas
Lizsurley Villegas Serna (* 3. Juni 2003 in Buga) ist eine kolumbianische BMX-Freestyle-Fahrerin in der Variante Park.

## Sportlicher Werdegang
Villegas wuchs zusammen mit ihrer Zwillingsschwester Queensaray in Buga auf, wo die beiden im Alter von 12 in einem örtlichen Skatepark mit dem BMX-Fahren begannen. Da es keine geeignete Infrastruktur gab, um BMX-Rennsport nach dem Vorbild Mariana Pajóns zu betreiben, blieben sie beim Freestyle. Ihr Vater unterstützte ihre Ambitionen, indem er ihnen eigenhändig hinter dem Haus ein Übungsgelände baute. Nach einigen Erfolgen bei Wettbewerben in Kolumbien wurden beide Schwestern 2019 von Red Bull gesponsert.
Bei der Erstausgabe der World Urban Games 2019 in Budapest gewann Lizsurley Villegas die Bronzemedaille vor ihrer Schwester.
Bei den Panamerika-Meisterschaften 2021 wurde sie beim Sieg ihrer Schwester Vierte, im Jahr darauf gewann sie die Meisterschaften. Außerdem siegte sie beim Freestyle-Weltcup in Montpellier.
2024 wurde Lizsurley Villegas vom kolumbischen Verband für die Olympischen Qualifikationsserie nominiert, verletzte sich aber und wurde durch ihre Schwester ersetzt.

## Erfolge
2019
 World Urban Games
2022
Weltcup-Sieg in Montpellier
 Panamerika-Meisterin
2024
 Panamerika-Meisterschaften
 Bolivarische Spiele